# Pierrette Bloch

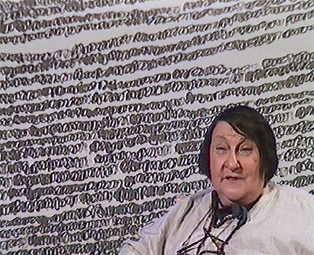
Pierrette Bloch

Pierrette Bloch (* 16. Juni 1928 in Paris; † 7. Juli 2017 ebenda) war eine Schweizer Malerin und Textilkünstlerin.

## Leben
In den Jahren 1947/1948 studierte Bloch in Paris bei Henri Goetz und André Lhote. 1949 lernte sie den Maler Pierre Soulages kennen. Ab 1952 hatte sie einige kleine Ausstellungen ihrer Werke in Paris und auch während ihrer Aufenthalte dort in den USA. Seit den 1950er-Jahren befasste sie sich mit den verschiedenen Strömungen der modernen Kunst wie Abstraktion, Minimalismus und Konzeptkunst, wobei sie zu Beginn grossformatige Collagen erstellte. In der Folge arbeitete sie bevorzugt mit Tusche, die sie als Punkte oder Schleifen aneinanderreihte. Sie wandte sich 1984 ihren ersten Textilarbeiten zu, bei denen textile Maschen und Knoten aus Rosshaar ihr die dritte Dimension eröffneten. Seit den 1990er-Jahren arbeitete sie hauptsächlich mit Papier und Lichteffekten, die von den Schatten einiger Nylonfäden an einer kahlen Wand erzeugt werden. Blochs bevorzugte „Farbe“ war Schwarz.

## Preise und Auszeichnungen
- 2005: Prix Maratier der Fondation Pro-MAHJ für ihr Lebenswerk.

## Ausstellungen
- 1987: Musée d’art moderne Troyes, Troyes, Frankreich. Katalog.
- 1999: Retrospektive. Musée de Grenoble, Grenoble, Frankreich.
- 2002: Cabinet d’art graphique im Centre Georges Pompidou, Paris.
- 2003: Musée Picasso Antibes, Antibes, Côte d’Azur, Frankreich.
- 2009: Pierrette Bloch, Musée Fabre, Montpellier, Frankreich.
- 2010: Teilnahme an der Ausstellung On line im Museum of Modern Art (MOMA), Manhattan, New York City.
- 2014: Pierrette Bloch: Punkt, Linie, Poesie, Museum Pfalzgalerie Kaiserslautern, Kaiserslautern. Katalog.
- 2015: Pierrette Bloch. Galerie Karsten Greve, Paris.[3]